# Urgull
Urgull est un sommet situé entre la vieille ville (Parte Zaharra/Parte Vieja) de Saint-Sébastien et sa Promenade Nouvelle (Paseo Berria/Paseo Nuevo), sur le bord de mer.
Sur ce promontoire sont conservées des fortifications qui cernaient complètement l'ancienne ville. Utilisé militairement dans le passé, où il a été le dernier bastion de la résistance française dans la ville pendant le siège de Saint-Sébastien en 1813, il abrite aujourd'hui des expositions, avec un parc urbain attrayant ayant des vues spectaculaires sur les plages qui ornent le décor de la localité. Urgull dispose aussi d'une végétation naturelle et exotique. Dans la partie haute se situe le château de la Mota, avec trois chapelles, l'une d'elles étant consacrée au Christ de la Mota. Une de ces chapelles (de 16 mètres de hauteur) sert de piédestal à l'image emblématique du Sacré-Cœur (Sagrado Corazon), de 12,5 mètres de hauteur.
Une large promenade en corniche, le Paseo Nuevo permet de faire en auto le tour presque complet du mont Urgull. Elle offre de très belles vues sur l'océan et la baie. À l'extrémité de la promenade, le palais de la Mer contient un musée océanographique et un aquarium.
Le nom Urgull est d'origine gasconne, comme plusieurs toponymes donostiarras (gentilé de Saint-Sébastien) (Polloe, Aiete, Miramon, Ulia, etc.) Ceci est dû au fait qu'au moment de la fondation de Saint-Sébastien en 1180 le lieu était déjà occupé par une population majoritairement gasconne.
Il est mentionné dans la chanson La chica del gorro azul (littéralement « La fille du bonnet bleu ») du groupe La Oreja de Van Gogh.